# Jens Øllgaard Duus
Jens Øllgaard Duus er en dansk kemiker og professor i NMR-spektroskopi ved Institut for Kemi på DTU fra 1. januar 2013.
Tidligere har han været ansat som professor og direktør for Carlsberg Laboratorium fra 2006-2011.
Jens Duus er uddannet kemiingeniør på DTU i 1989 og fik en Ph.D-grad i 1993 samme sted.